# Ground (Musik)
Der Ground oder Ground bass ist im weiteren Sinn die allgemeine englische Bezeichnung für den Basso ostinato.
Im engeren Sinn bezeichnet Ground eine spezielle Bass-Formel inklusive der darauf aufbauenden Instrumentalkomposition (»Division upon a Ground«). Das spezielle Ground-Modell wird mehrmals ohne Unterbrechung wiederholt und bildet auf diesem Wege ein »ostinates« Fundament für die freie Entfaltung der Oberstimmen. Werke, in denen die oberen Stimmen die Periodizität eines geschlossenen Groundschemas (Ostinato) beibehalten, also mit der Tonika enden, stehen in der Nähe der Form einer geschlossenen Variation (John Blow, The Hay’s a Ground). Der eigentliche Reiz einer Ground-Komposition besteht aber in den Möglichkeiten, die Einsätze eines Ground durch kunstvolle Überschneidungen und Verschiebungen im Metrum der Oberstimmen zu verschleiern (unter anderen bei Henry Purcell und William Byrd). Einen besonderen Rang hat die Kombination aus Ground und Kanon in der mittelalterlichen Rota »Sumer is icumen in« aus dem 14. Jahrhundert, die noch bei Purcell anzutreffen ist (Chaconne aus Diocletian). Typisch und Ausdruck einer speziell englischen Klanglichkeit sind die frühen, aus wenigen Tönen oder wenigen harmonischen Stufen bestehenden Grounds. Hier pendeln zwei Töne im Sekund-Abstand hin und her (William Byrd: The Bells), oder auch im Quint-Abstand bzw. zwischen der ersten und fünften Stufe (Hugh Aston: Hornpipe). Bei Henry Purcell hingegen hat der Ground eher eine melodische Substanz.
Auch in neuerer Zeit haben englische Komponisten gelegentlich auf Ground-Techniken zurückgegriffen, so Ralph Vaughan Williams, Benjamin Britten und William Walton.